# Hokkaidō Rensa Satsujin: Ohōtsuku Ni Kiyu
Hokkaidō Rensa Satsujin: Ohōtsuku Ni Kiyu (北海道連鎖殺人 オホーツクに消ゆ?) è un videogioco d'avventura sviluppato dalla Login Soft nel 1984. La sceneggiatura è stata curata da Yūji Horii, noto per i suoi lavori su Portopia Renzoku Satsujin Jiken e Karuizawa Yūkai Annai, che insieme a questo titolo formano la cosiddetta "trilogia mistery di Horii". Il gioco è stato lanciato inizialmente per i computer NEC PC-6001 e PC-8801 il 21 dicembre 1984, seguito nel 1985 dalle versioni per PC-9801, FM-7 e MSX. Nello stesso anno, durante la registrazione del capitolo prologo ambientato a Tōkyō, è stata rilasciata anche la versione per il sistema CAPTAIN. Nel 1987, una versione completamente rifatta è stata pubblicata per la Family Computer (Famicom). Successivamente, basandosi sulla sceneggiatura della versione Famicom, è stata realizzata una nuova edizione con grafica rinnovata per PC-9801 in formato mook. Negli anni successivi, il gioco è stato riprodotto da Project EGGe sono state rese disponibili applicazioni scaricabili per telefoni cellulari. Nel 2024, una nuova versione del gioco è stata rilasciata da G-Mode per Nintendo Switch e PC, intitolata Namida no Nipopo Ningyou che includeva non solo un rifacimento dell'arte originale di Kiyokazu Arai, ma anche doppiaggio e nuovi contenuti narrativi supervisionati da Yūji Horii

## Trama
Baia di Tōkyō: il cadavere di un uomo viene rinvenuto al molo di Harumi. Il protagonista, un ispettore di polizia, inizia a indagare sull'identità della vittima insieme al suo assistente Kuroki, convinto che ci sia un legame con l'Hokkaidō. Una volta arrivato sull'isola, collabora con l'investigatore della stazione di polizia di Kushiro, Shunsuke Saruwatari. Tuttavia, mentre l'indagine si svolge, si verificano altri due omicidi in rapida successione. Esaminando le relazioni tra le vittime, emerge un oscuro passato che collega tutti i casi.La narrazione si sviluppa su due linee temporali distinte:
- Prima versione (PC-6001, PC-8801, PC-9801, FM-7, MSX, CAPTAIN System)
- Seconda versione (Family Computer, app per vari cellulari)

I fatti si svolgono prevalentemente sull'isola di Hokkaidō, dove vengono messe in risalto le affascinanti caratteristiche naturali e culturali del luogo. Tra i punti d'interesse ci sono le statuine nipopo create nel carcere di Abashiri e luoghi iconici come i laghi Mashū e Kussharo, il carcere di Abashiri stesso, la stazione di Kitahama e la miniera di carbone di Yūbari. Questa versione mantiene gli elementi chiave della trama originale, ma migliora la fluidità e la chiarezza del testo.

## Modalità di gioco
Viene adottato il "sistema dei comandi a scelta multipla". Nei videogiochi d'avventura precedenti, era necessario che il giocatore pensasse al comando per l'azione da effettuare e lo inserisse direttamente dalla tastiera (ad esempio, "esplora territorio"). Tuttavia, poiché il programma non reagiva a comandi diversi da quelli registrati in precedenza, spesso si doveva procedere per tentativi, cercando le parole accettate, il che rallentava l'avanzamento nel gioco. In questa opera, i termini programmati vengono invece indicati in anticipo, risolvendo così questo problema.All'epoca, era opinione comune nel settore che "un videogioco dovesse permettere di giocare a lungo". Pertanto, per evitare che i giocatori si limitassero a scegliere l'ordine dei comandi, furono intenzionalmente inserite trappole, come finti oggetti da raccogliere o determinati comandi che, se selezionati, portavano a situazioni di stallo dalle quali non si riusciva più ad avanzare. Nella seconda versione, quella per la Famicom e successive (come verrà descritto in seguito), tali situazioni di stallo sono state eliminate.Essendo un sistema adatto anche alle console domestiche prive di tastiera, il medesimo sistema di comandi a scelta multipla è diventato la norma nei successivi videogame d'avventura. Nella seconda versione esiste anche il comando per giocare a un gioco di carte blackjack: in pratica, si disputerà una partita contro Shun. Vincendo, si potranno ottenere suggerimenti sullo sviluppo della storia.Inoltre, a quel tempo Yūji Horii lavorava come scrittore per Weekly Shōnen Jump insieme all'amico Akira Sakuma. Sostenendo che "il sistema di input diretto dei comandi è difficile da capire", Sakuma insistette fortemente affinché Horii eliminasse questo problema, contribuendo così allo sviluppo dell'opera. Questa versione migliora la fluidità del testo e la chiarezza delle informazioni senza alterare il contenuto originale.

## Personaggi
Tetsuji Nitta
È il protagonista del gioco, soprannominato "capo". È un ispettore di polizia , il cui personaggio è controllato dal giocatore, il che significa che le sue azioni e decisioni influenzano direttamente la trama. Nitta è caratterizzato da una forte determinazione e un'etica professionale solida. La sua dedizione alla ricerca della verità lo porta a esplorare intricati misteri legati a una serie di omicidi sull'Hokkaidō. Durante l'indagine, collabora con il suo assistente Kuroki e con l'investigatore Shunsuke Saruwatari, creando dinamiche interessanti che arricchiscono la narrazione.Nella versione Famicom del gioco, Tetsuji Nitta non appare come personaggio predefinito, permettendo ai giocatori di scegliere liberamente il suo nome. Questa libertà aumenta l'immersione del giocatore, rendendo più personale l'esperienza di gioco. Man mano che avanza l'indagine, Nitta scopre legami tra le vittime e un oscuro passato, rivelando la complessità della storia e delle relazioni interpersonali.In sintesi, Tetsuji Nitta è un protagonista archetipico nel genere dei giochi d'avventura, la cui caratterizzazione permette ai giocatori di immergersi nella trama e nelle sfide che affronta.
Gorō Kuroki
È il sottoposto di Tetsuji Nitta e funge da partner nell'indagine a Tōkyō. È un personaggio chiave che supporta il protagonista nel risolvere il mistero legato agli omicidi. Kuroki è descritto come un investigatore competente e affidabile, che porta un approccio pragmatico alle indagini.La sua personalità è caratterizzata da un forte senso di lealtà nei confronti di Nitta, con cui condivide una buona intesa. Questa dinamica tra i due personaggi arricchisce la narrazione, poiché Kuroki offre non solo supporto pratico, ma anche una prospettiva diversa sulle situazioni che affrontano.Kuroki è fondamentale per l'avanzamento della trama, poiché le sue intuizioni e il suo aiuto nelle indagini permettono al giocatore di esplorare più a fondo gli enigmi e le relazioni tra le vittime. La sua presenza contribuisce a creare un'atmosfera di collaborazione e tensione, tipica dei giochi d'avventura, mentre i due cercano di svelare la verità dietro i crimini che li circondano.
Shunsuke Saruwatari
Soprannominato "Shun", è l'investigatore della stazione di polizia di Kushiro e funge da partner nel processo di indagine sull'Hokkaidō. È descritto come un ragazzo di bell'aspetto, il che lo rende un personaggio affascinante, ma a volte può apparire superficiale, mostrando una certa leggerezza nel suo approccio.La sua personalità è caratterizzata da un mix di carisma e disinvoltura, che lo aiuta a interagire con gli altri personaggi e a raccogliere informazioni utili per l'indagine. Nonostante la sua superficialità, Shun dimostra competenza nelle sue capacità investigative e una genuina volontà di risolvere il caso insieme a Tetsuji Nitta.La dinamica tra Shun e Nitta arricchisce la narrazione, poiché il loro rapporto evolve attraverso le sfide che affrontano. Shun offre un contrasto al carattere più serio di Nitta, portando momenti di leggerezza e umorismo nella storia, mentre insieme cercano di svelare i misteri legati agli omicidi.
Makiko Nomura
È un personaggio di Hokkaidō Rensa Satsujin: Ohōtsuku ni Kiyu, nata e cresciuta in Hokkaidō, attualmente residente nel distretto Teineku di Sapporo. Nella seconda versione del gioco, è presentata come la figlia di Genji Nomura e amica d'infanzia di Megumi. Lavora in un negozio di articoli sportivi e, durante l'inverno, si dedica all'insegnamento dello sci.Makiko è caratterizzata da lineamenti ingenui e una personalità gentile, che riflette la sua dedizione alla famiglia e agli amici. La sua amicizia con Megumi aggiunge profondità al suo personaggio, poiché le interazioni tra loro esplorano temi di supporto e crescita personale.La sua presenza nel gioco non solo offre un contrasto con i toni più cupi dell'indagine, ma contribuisce anche a creare un legame emotivo con il giocatore. Makiko incarna valori di lealtà e affetto, rendendola un personaggio fondamentale per l'equilibrio narrativo della storia.
Megumi Nakayama
Studentessa universitaria e amica d'infanzia di Makiko Nomura, è stata ammessa all'università a Tōkyō. Per distrarsi e guarire da un cuore infranto a causa di una delusione d'amore, decide di recarsi in Hokkaidō per una gita di piacere, dove vive la sua buona amica Makiko. Compare solo nella seconda versione. Esiste un trucco che permette alla ragazza, mentre si trova al bagno all'aperto con indosso solo un asciugamano, di toglierselo e mostrarsi completamente nuda. Secondo Horii, durante una notte insonne di lavoro, tra lo staff è nato un acceso dibattito su come colorare i capezzoli, se di rosa o meno. Questa versione mantiene il contenuto originale ma migliora la chiarezza e la fluidità del testo..
Genji Nomura
Soprannominato "signor Gen". Lavora nel ristorante di cucina tipica Koropokkuri situato nel quartiere dei piaceri Susukino. La sua caratterizzazione varia notevolmente tra la prima e la seconda versione del gioco.
- Prima versione ː Genji è il fratello gemello di Bunkichi Masuda. Dopo la morte di Masuda, mentre indaga sul motivo del suo omicidio, scopre dettagli sul passato di Akutsu. In un tentativo di usare queste informazioni come prova per un ricatto, Genji finisce per essere ucciso.
- Seconda versione ː oltre al suo ruolo di dipendente del "Koropokkuri", Genji assume anche l'identità di Tetsuji Nomura. È descritto come un personaggio che condivide una somiglianza fisica con Bunkichi Masuda e come figlio di Yasukichi Nomura, nonché padre di Makiko e Yukari. Questa evoluzione del personaggio arricchisce la trama, collegando ulteriormente le relazioni familiari e le dinamiche all'interno della storia.

Bunkichi Masuda
Prima vittima.  Il suo cadavere viene ritrovato al molo di Harumi a Tōkyō, dando inizio all'indagine che coinvolge l'ispettore Tetsuji Nitta e il suo partner Gorō Kuroki. Masuda è descritto come un personaggio enigmatico, la cui morte scatenata da eventi misteriosi è centrale per lo sviluppo della trama. La sua vita e le sue relazioni si rivelano cruciali per l'indagine, poiché Nitta scopre che Masuda aveva legami con altre vittime e un passato complesso.Il suo omicidio non solo funge da catalizzatore per la storia, ma mette in moto una serie di eventi che portano alla rivelazione di segreti e connessioni tra i personaggi. La figura di Masuda rappresenta quindi il punto di partenza per l'esplorazione di temi come il tradimento e la vendetta, rendendolo una vittima chiave nel contesto del gioco.
Yukio Iijima
Seconda vittima ː Il suo cadavere viene ritrovato sulla spiaggia a Kitahama, segnando un punto cruciale nell'indagine condotta dall'ispettore Tetsuji Nitta.Iijima era un uomo che si trovava in una situazione difficile, poiché era stato ricattato poco prima della sua morte. Questo aspetto della sua vita aggiunge una dimensione di vulnerabilità al suo personaggio, suggerendo che le sue scelte e relazioni lo avevano messo in pericolo. La scoperta del suo corpo non solo alimenta il mistero degli omicidi, ma rivela anche le complesse interazioni sociali e i conflitti che circondano le vittime.La sua morte funge da catalizzatore per l'indagine, portando Nitta a esplorare ulteriormente il contesto del ricatto e a scoprire eventuali collegamenti con altre vittime, contribuendo così a svelare un intricato intreccio di segreti e tensioni. Yukio Iijima, quindi, non è solo una vittima, ma un elemento chiave che spinge la trama verso nuove rivelazioni.
Yūkurō Shiraki
Terza Vittimaː Grande presidente aziendale di Tōkyō, il suo cadavere viene ritrovato al porto di Abashiri, un evento che segna un ulteriore sviluppo nell'intricato mistero degli omicidi.Shiraki è un personaggio influente e rispettato nel mondo degli affari, il che rende la sua morte particolarmente scioccante. Prima del suo omicidio, era coinvolto in affari che lo avevano messo in contatto con figure ambigue e potenzialmente pericolose. La sua posizione di potere e le sue relazioni complicate suggeriscono che la sua vita fosse costellata di segreti e conflitti.La scoperta del suo corpo non solo intensifica l'indagine, ma rivela anche le tensioni tra i vari personaggi e le forze in gioco. La sua vittima rappresenta un punto cruciale nella trama, poiché la sua morte potrebbe essere legata a un complotto più ampio che coinvolge altri omicidi, contribuendo a svelare una rete di corruzione e vendetta.
Kisuke Okumura
Noto per essere il proprietario di una nave che trasportava beni di soccorso. Purtroppo, la sua nave affonda subito dopo la fine della guerra, e quando i giocatori si recano a fargli visita, scoprono che è già morto.La sua figura è avvolta nel mistero, poiché la sua morte avviene in circostanze poco chiare, suggerendo che potrebbe essere stata legata a eventi più ampi e complessi. Okumura rappresenta un collegamento tra il passato e le indagini attuali, poiché il suo ruolo come proprietario della nave implica che fosse coinvolto in operazioni di soccorso e commercio.La sua morte non solo serve da elemento narrativo per spingere l'indagine in avanti, ma solleva anche interrogativi sulle sue relazioni e sulle persone con cui interagiva. La scoperta delle sue circostanze di morte potrebbe rivelare indizi cruciali per comprendere il contesto degli omicidi che affliggono la trama, rendendolo un personaggio chiave per lo sviluppo della storia.
Hideo Akutsu
Ex ufficiale di marina originario di Abashiri. Attualmente è membro della Dieta giapponese e si trova in una posizione politica che lo avvicina a diventare ministro, il che evidenzia la sua influenza e ambizione.Akutsu è un personaggio complesso, la cui carriera militare e il background politico lo pongono al centro delle dinamiche di potere nel gioco. La sua esperienza come ufficiale di marina suggerisce competenze strategiche e una comprensione approfondita delle questioni di sicurezza nazionale. Tuttavia, la sua ascesa politica potrebbe nascondere segreti e conflitti, rendendolo un potenziale bersaglio in un contesto di omicidi e intrighi.La sua presenza nella trama non solo arricchisce il panorama politico del gioco, ma offre anche spunti per esplorare temi come la corruzione, il potere e le conseguenze delle scelte passate. Akutsu rappresenta quindi un elemento chiave nell'intreccio narrativo, influenzando le indagini e le relazioni tra i vari personaggi coinvolti nella storia.
Tatsuo Sakaguchi
Noto per essere il segretario di Yūkurō Shiraki, il grande presidente aziendale. La sua vita subisce un brusco cambiamento quando riceve la notizia dell'omicidio del suo capo, un evento che lo lascia profondamente scioccato e sconvolto.Sakaguchi è descritto come una persona devota e leale, che ha dedicato la propria carriera a servire Shiraki. La sua reazione alla morte del presidente rivela la sua vulnerabilità e il suo attaccamento al lavoro e alle persone che lo circondano. Questa perdita non solo influisce sul suo stato emotivo, ma lo spinge anche a riflettere sulle dinamiche di potere e sui pericoli che caratterizzano il mondo degli affari.La sua presenza nel gioco offre uno sguardo sulle conseguenze personali e professionali dell'omicidio, rendendolo un personaggio chiave per comprendere l'impatto della criminalità sulle vite dei legami professionali. Sakaguchi diventa quindi un testimone delle tensioni e delle incertezze che circondano l'indagine, contribuendo a svelare ulteriori dettagli sulla vita di Shiraki e sul contesto in cui si svolgono gli eventi.
Tetsuji Nomura
È un personaggio presente solo nella prima versione È il padre di Makiko Nomura e gioca un ruolo significativo nel contesto familiare del gioco.Nomura è descritto come una figura paterna che ha influenzato la vita di sua figlia, contribuendo alla sua crescita e alle sue scelte. La sua assenza dalla trama principale, poiché compare solo nel contesto della storia di Makiko, suggerisce che il suo passato e le sue esperienze possano avere un impatto sulle dinamiche familiari e sugli eventi che circondano le indagini.La sua caratterizzazione, sebbene limitata, rappresenta un legame emotivo per Makiko, evidenziando temi di famiglia e responsabilità. La presenza di Tetsuji Nomura nel gioco serve a sottolineare l'importanza delle relazioni familiari e come queste possano influenzare le decisioni dei personaggi coinvolti nella trama.
Yukari Nomura
Viene descritta come la sorella minore di Makiko Nomura. Era una studentessa universitaria che frequentava un'università a Tōkyō, ma la sua vita viene tragicamente interrotta quando rimane uccisa in un incidente stradale poco prima dell'inizio del gioco.La sua morte rappresenta un evento significativo che influisce profondamente sulla trama e sui personaggi, in particolare su Makiko, che deve affrontare il dolore della perdita. Yukari è vista come una giovane promettente con un futuro davanti a sé, e la sua scomparsa aggiunge un elemento di tristezza e urgenza all'indagine principale.Sebbene non sia presente nel gioco, il suo personaggio funge da catalizzatore emotivo, evidenziando le conseguenze delle azioni degli altri e il modo in cui le vite possono essere stravolte da eventi imprevisti. La sua figura rappresenta anche temi di vulnerabilità e fragilità della vita, rendendo la sua storia un importante punto di riferimento per lo sviluppo emotivo della narrazione.
Yasukichi Nomura
Viene descritto come un pescatore e padre di Genji Nomura. La sua vita si svolge principalmente ad Abashiri, dove lavora nel settore della pesca, condividendo questa passione con il suo amico Shingorō Urata, anch'esso pescatore.Yasukichi è rappresentato come una figura rispettata nella comunità locale, noto per la sua esperienza e il suo legame con il mare. La sua personalità è caratterizzata da una forte etica del lavoro e da un profondo attaccamento alla tradizione della pesca, che riflette i valori della sua famiglia.Sebbene non sia un personaggio centrale nella trama, la sua presenza contribuisce a costruire il contesto sociale e culturale in cui si sviluppano gli eventi del gioco. Le relazioni che intrattiene con altri personaggi, come Shingorō, offrono uno sguardo sulle dinamiche comunitarie e sull'importanza della solidarietà tra i pescatori. Yasukichi rappresenta quindi un elemento di stabilità e connessione con le radici familiari e culturali nel racconto.
Moglie di Okumura
Moglie di Kisuke Okumura, comunemente chiamata "nonna" nell'opera, è un personaggio anziano che aggiunge una dimensione emotiva alla narrazione Sebbene sia in età avanzata e spesso confusa nei suoi discorsi, la sua presenza rappresenta un legame con il passato e un simbolo di saggezza familiare.La sua confusione nel parlare può riflettere non solo l'età, ma anche il peso delle esperienze vissute, rendendola un personaggio che suscita simpatia e tenerezza. La sua figura è importante per il contesto familiare di Kisuke Okumura, poiché offre uno sguardo sulla vita domestica e sulle relazioni interpersonali all'interno della famiglia.Nonostante la sua condizione, la moglie di Okumura può fornire informazioni preziose o intuizioni sul passato del marito e sul contesto in cui si svolgono gli eventi del gioco. La sua caratterizzazione contribuisce a creare un'atmosfera di nostalgia e umanità, rendendola un personaggio significativo nel racconto.
Shingorō Urata
È un pescatore con un passato oscuro. È noto per aver creato una statuina di nipopo, caratterizzata da segni simili a lacrime sul viso, che viene consegnata dalla moglie di Kisuke Okumura.Urata ha commesso un omicidio in passato e attualmente è detenuto presso il carcere di Abashiri. La sua esperienza come pescatore e la sua condizione di detenuto lo rendono un personaggio complesso, intriso di segreti e rimpianti. Nonostante la sua situazione, conosce la verità su alcuni eventi chiave legati agli omicidi nel gioco, il che lo posiziona come una figura cruciale per l'indagine.La statuina che ha creato simboleggia non solo il suo talento artistico, ma anche il dolore e la sofferenza che ha vissuto. La sua interazione con gli altri personaggi e la sua conoscenza dei fatti possono rivelarsi determinanti per svelare i misteri che circondano le morti nel gioco, rendendolo un elemento chiave nel tessuto narrativo della storia.
I Draghi del Nord
Sono una banda di teppisti e rappresenta un elemento di tensione e conflitto all'interno della trama, contribuendo a creare un'atmosfera di pericolo e illegalità.Caratterizzati da comportamenti violenti e da una forte presenza nel territorio, i Draghi del Nord sono coinvolti in attività illecite che influenzano gli eventi del gioco. La loro interazione con i protagonisti e con altri personaggi può rivelare informazioni cruciali sull'ambientazione e sui misteri che circondano gli omicidi.La banda funge anche da simbolo delle sfide sociali e delle lotte di potere nella comunità, rendendoli un elemento chiave per l'esplorazione dei temi di giustizia e vendetta nel contesto della narrazione. La loro presenza amplifica le tensioni tra i vari gruppi all'interno della storia, rendendoli per i protagonisti un antagonista significativo.

## Musica

### Soundtrack
Rilasciata dall'Industria musicale Apollo il 5 agosto 1987, la colonna sonora presenta arrangiamenti in formato MIDI delle musiche di sottofondo utilizzate nel gioco.L'edizione originale è stata pubblicata su doppio supporto, sia in CD che in musicassetta, e includeva non solo i testi delle canzoni, ma anche dialoghi del duo comico AB Brothers. Dopo un rapido esaurimento delle copie, il sito di acquisti tanomi.com ha evidenziato l'interesse per una ristampa, che è avvenuta il 21 gennaio 2002 in edizione limitata di 1000 copie; le prime 300 persone hanno ricevuto in omaggio una statuina nipopo. Successivamente, la vendita è stata prolungata.Nella ristampa, oltre alla colonna sonora originale, è stato incluso un CD con la musica di sottofondo originale del gioco, creando così un set composto da due dischi; tuttavia, i dialoghi degli AB Brothers non sono stati riproposti in questa edizione.

### Lista delle canzoni
Musiche: Toshiyuki Ueno (escluse le annotazioni), arrangiamenti: Ikuo Fujiwara (IMAGINE).
1. Tema iniziale – 5:40
2. Le Blanc – 3:12
3. Cavaliere del Nord – 4:21
4. Buona Fortuna – 3:26
5. Makiko e Magumi – 3:37
6. Hokkaidō: omicidi a catena – 3:09
7. Vita di Susukino – 2:28
8. Il monitoraggio – 3:17
9. Combattere Shunsuke – 3:31
10. Tema Finale - Un Nuovo Viaggio – 4:29

Durata totale: 37:10

### Staff credit
- Makoto Miura - Produttore
- Osamu Takei - Direttore
- Toshiaki Takagi - Direttore del suono
- Jun Arai (APPO SOUND PROJECT) - Ingegnere di sintetizzatore
- Tetsuya Iwashita (APPO SOUND PROJECT) - Ingegnere di sintetizzatore
- Yoshio Ueno (APPO SOUND PROJECT) - Ingegnere di sintetizzatore
- Keiko Yoda (APPO SOUND PROJECT) - Ingegnere di sintetizzatore
- Masayoshi Chiyo (IMAGINE) - Chitarra
- Toshiyuki Ueno - Compositore
- Akihiko Yabu - Compositore (2 tracce)
- Gōzō Shiozaki - Compositore (6 tracce)
- Ikuo Fujiwara - Arrangiamenti
- Kiyokazu Arai - Illustrazioni

### Storico delle uscite
| No. | Data            | Etichetta                    | Standard | No. Articolo standard | Posizione più alta | Note                                        |
| --- | --------------- | ---------------------------- | -------- | --------------------- | ------------------ | ------------------------------------------- |
| 1   | 5 agosto 1987   | Industria musicale Apollo    | CD CT    | BY30-5171 KSF-1498    | -                  |                                             |
| 2   | 21 gennaio 2002 | Underground Liberation Force | CD       | STF0001-2             | -                  | Abbinata a "Original Sound Track", set da 2 |

## Altri modelli
| No. | Data di pubblicazione                | Piattaforma              | Titolo                                                                     | Sviluppo               | Pubblicazione | Supporto                                        | Modello | Prezzo                       | Incasso | Note                                   |
| --- | ------------------------------------ | ------------------------ | -------------------------------------------------------------------------- | ---------------------- | ------------- | ----------------------------------------------- | ------- | ---------------------------- | ------- | -------------------------------------- |
| 1   | 8 febbraio 1985                      | PC-9801 FM-7             | Hokkaidō: omicidi a catena - sparizioni a Ochotsk                          | LOGINSOFT              | ASCII         | Set di due floppy disk da 5 pollici             | -       | 6,800¥ (tasse escluse)       | -       |                                        |
| 2   | 18 ottobre 1985                      | MSX                      | Hokkaidō: omicidi a catena - sparizioni a Ochotsk                          | LOGINSOFT Pax Softnica | ASCII         | Set di due cassette                             | -       | 3,800¥ (tasse escluse)       | -       |                                        |
| 3   | 27 giugno 1987                       | Family Computer          | Hokkaidō: omicidi a catena - sparizioni a Ochotsk                          | LOGINSOFT              | ASCII         | SCartuccia da 2 megabit+cartuccia da 64 kilobit | HSP-07  | 5,800¥ (tasse escluse)       | -       | Graphic design curato da Kiyokazu Arai |
| 4   | settembre 1992                       | PC-9801                  | Serie LOGIN DISK&BOOK Hokkaidō: omicidi a catena - sparizioni a Ochotsk 98 | LOGINSOFT              | ASCII         | Set di due floppy disk da 3.5/5 pollici         | -       | 3,980¥ (tasse escluse)       | -       | Vengono trattati libri                 |
| 5   | 15 ottobre 2001 inizio distribuzione | App per cellulare        | File di casi irrisolti Hokkaidō: omicidi a catena - sparizioni a Ochotsk   | ENIX                   | ENIX          | i-mode                                          | -       | 300¥ al mese (tasse escluse) | -       | 31 agosto 2007 fine distribuzione      |
| 6   | 1 aprile 2003                        | Windows 95/98/Me/NT/2000 | Hokkaidō: omicidi a catena - sparizioni a Ochotsk                          | LOGINSOFT              | Enterbrain    | Download                                        | -       | 800¥ (tasse escluse)         | -       | Innesto dalla versione per PC-8801     |
| 7   | 18 giugno 2003                       | App per cellulare        | Il teatro di Yūji Horii Hokkaidō: omicidi a catena - sparizioni a Ochotsk  | ENIX                   | ENIX          | EZweb                                           | -       | 300¥ al mese (tasse escluse) | -       | 31 agosto 2007 fine distribuzione      |
| 8   | 16 luglio 2003                       | App per cellulare        | Il teatro di Yūji Horii Hokkaidō: omicidi a catena - sparizioni a Ochotsk  | ENIX                   | ENIX          | J-Sky                                           | -       | 300¥ al mese (tasse escluse) | -       | 3 settembre 2007 fine distribuzione    |
| 9   | 30 giugno 2005                       | App per cellulare        | Hokkaidō: omicidi a catena - sparizioni a Ochotsk                          | SQUARE ENIX            | SQUARE ENIX   | i-mode EZweb Yahoo! Keitai                      |         | 525¥ (tasse escluse)         | -       |                                        |

## Sviluppo
Originariamente, il progetto di Hokkaidō Rensa Satsujin: Ohōtsuku Ni Kiyu è stato concepito come una collaborazione tra Yūji Horii e la rivista di computer LOGIN. La rivista avrebbe pubblicato articoli per seguire la produzione e lo sviluppo del videogioco, mentre Horii si sarebbe occupato della sceneggiatura. Il redattore responsabile di questo progetto era Gōzō Shiozaki, che in seguito sarebbe diventato il secondo caporedattore della rivista Famitsu, sotto lo pseudonimo di Famibō Tōfuya.Nel numero di dicembre 1983 di LOGIN, è stato pubblicato un articolo contenente informazioni sull'isola di Hokkaidō, redatto dallo stesso Horii (sebbene la raccolta risalisse al settembre dello stesso anno). Nonostante il concetto della sceneggiatura fosse già completato, il periodo di sviluppo si è protratto per un anno a causa delle difficoltà di Horii nel gestire i ritmi di lavoro e la spartizione dei compiti, poiché era la prima volta che si dedicava esclusivamente alla sceneggiatura, trascurando gli aspetti di programmazione.
Nel progetto iniziale con LOGIN erano previsti anche altri due videogiochi d'avventura di tipo poliziesco, successivi a Sparizioni a Ochotsk: uno ambientato a Hong Kong, intitolato La zanna di Caolun, e l'altro in Russia, Il testimone scomparso nel sole di mezzanotte. Tuttavia, nonostante i viaggi intrapresi per raccogliere materiale, la produzione si bloccò. Quando gli è stato chiesto perché avesse scelto l'isola di Hokkaidō come ambientazione, Horii ha risposto: "In quel periodo era possibile fare location scouting in posti diversi dal solito; ho scelto l'isola di Hokkaidō per poter mangiare granchio a spese dell'azienda."
Nella versione per Famicom, i disegni sono stati completamente trasformati per riflettere lo stile di Kiyokazu Arai, autore del manga Basikkun. Nel remake per PC-9801, si è tornati a una rappresentazione più realistica; successivamente, nella versione iApp, è stato ripreso uno stile fumettistico, mentre nella versione EZApp si è optato nuovamente per un tono realistico. Le musiche di sottofondo della versione Famicom sono state curate da Toshiyuki Ueno, noto anche come Gaecen Ueno. Nel 2005 è stata realizzata una nuova pubblicazione della colonna sonora. Inoltre, Ueno ha ricoperto il ruolo di programmatore ufficiale sia per le versioni PC-6001 che MSX.

## Staff
PC-6001
- Opera originale: Yūji Horii
- Programmazione: Toshiyuki Ueno
- Produzione: Gōzō Shiozaki (LOGIN)
- Graphic design: Shigeto Motoyama, Minoru Nose

MSX
- Opera originale, sceneggiatura: Yūji Horii
- Progettazione: Fumitaka Kojima, Hiromi Miyano
- Produzione: Gōzō Shiozaki
- Programmazione: Toshiyuki Ueno
- Collaborazione: Shigeto Motoyama

Family Computer
- Sceneggiatura: Yūji Horii
- Grafica: Kiyokazu Arai
- Musica: Toshiyuki Ueno
- Programmazione: Narumi Nakashima
- Assistente di sceneggiatura: Kenji Yanagisawa
- Digitalizzazione grafica: Hiroaki Hontani
- "Tema dell'omicidio": Akihiko Yabu
- Effetti sonori: Tomoshige Hashishita
- Programmazione musicale: Mitsunori Ogiwara, Takuya Watanabe
- Assistente di produzione: Masae Yonezuka
- Assistenti: Yukio Tamura, Yasushi Kitahara, Ryōko Tsuboi
- Coordinamento di programmazione: Eiichi Saida
- Logo design: Hideto Satō
- Font design: Yasuo Futaki
- Produttore: Gōzō Shiozaki

PC-9801（mook)
- Opera originale: Yūji Horii
- Progettazione: redazione LOGIN
- Compositore: Toshiyuki Ueno
- Produzione: ides Co., Ltd.
- Produttore: Noboru Shinkai
- Regia: Kensuke Ide
- Programmazione di sistema: Tsuneyoshi Okachi
- Programmazione: Turbo R Nishijin, Kuniyoshi Satō, Hiroki Fujioka
- Programmazione di sceneggiatura: Yūji Nakatani
- Assistente: Tomoyuki Hirama
- Direttore artistico, disegni originali: Tatsuhiko Taishaku
- Grafica: Hideki Yamamoto, Makoto Tsukada
- Direttore: Morihiro Ōsuga
- Collaborazione: Hiroshi Ishihara
- Arrangiamenti: gruppo Akira

## Valutazione
Versione Family Computer
Di seguito sono riportate le valutazioni in "Pagella del videogame" ottenute da sondaggi tra i lettori di Family Computer Magazine: ha totalizzato un punteggio di 24.38 su un massimo di 30 punti. Inoltre, nel supplemento speciale del numero del 10 maggio 1991 della stessa rivista, "Catalogo completo cartucce Famicom" è stato presentato così: "La versione per personal computer è migliorata di nuovo, ed è diventata ancora più facile da giocare", " A dover scrivere a proposito della vendita di questo videogame, per prima cosa andrebbe citata la bellezza della grafica. Anche vedendo una sola schermata dei titoli si capisce che, rispetto ad altri videogiochi, è su tutt'altro livello. Anche la qualità della musica è superiore."
| Criterio  | Personaggi | Musica | Prezzo | Operabilità | Coinvolgimento | Originalità | Punteggio globale |
| --------- | ---------- | ------ | ------ | ----------- | -------------- | ----------- | ----------------- |
| Punteggio | 4.30       | 4.17   | 3.82   | 4.05        | 4.24           | 3.80        | 24.38             |